# Hikaru Naomotoová
Hikaru Naomotoová (japonsky 猶本 光, * 3. března 1994 Fukuoka) je japonská fotbalistka.

## Reprezentační kariéra
Za japonskou reprezentaci v letech 2014 až 2019 odehrála 20 reprezentačních utkání. Byla členkou japonské reprezentace i na Mistrovství Asie ve fotbale žen 2014 a 2018.

## Statistiky
| Japonsko | Japonsko | Japonsko |
| Roky     | Záp.     | Góly     |
| -------- | -------- | -------- |
| 2014     | 6        | 0        |
| 2015     | 2        | 0        |
| 2016     | 0        | 0        |
| 2017     | 7        | 0        |
| 2018     | 3        | 0        |
| 2019     | 2        | 0        |
| Celkem   | 20       | 0        |

## Úspěchy

### Reprezentační
- Mistrovství Asie:  2014, 2018
- Mistrovství světa do 20 let:  2012
- Mistrovství světa do 17 let:  2010